# 华炳泉
华炳泉（1933年—），江苏无锡人，中国篮球教练、裁判员。1952年毕业于华东师范大学体育系。1958年-1966年担任福建省男子篮球队教练。1999年被评为新中国篮球50杰。